# Kemp (Oklahoma)
Kemp – miasto w Stanach Zjednoczonych, w stanie Oklahoma, w hrabstwie Bryan.